# Chromomastax
Chromomastax is een geslacht van rechtvleugeligen uit de familie Euschmidtiidae. De wetenschappelijke naam van dit geslacht is voor het eerst geldig gepubliceerd in 1964 door Descamps.

## Soorten
Het geslacht Chromomastax omvat de volgende soorten:
- Chromomastax guttatifrons Burr, 1899
- Chromomastax jagoi Descamps, 1973
- Chromomastax movogovodia Descamps, 1964
- Chromomastax rabaia Descamps, 1964
- Chromomastax tanaensis Kevan, 1954